# Midway (pel·lícula de 2019)
Midway és una pel·lícula bèl·lica del 2019 sobre la batalla de Midway, un punt d’inflexió al teatre del Pacífic de la Segona Guerra Mundial. La pel·lícula va ser dirigida per Roland Emmerich, que també va produir la pel·lícula amb Harald Kloser, i va ser escrita per Wes Tooke. La pel·lícula és protagonitzada per Ed Skrein, Patrick Wilson, Luke Evans, Aaron Eckhart, Nick Jonas, Mandy Moore, Dennis Quaid, Tadanobu Asano, Darren Criss and Woody Harrelson.
La pel·lícula va ser un projecte apassionant d'Emmerich i va tenir problemes per obtenir suport financer per a la pel·lícula abans de reunir els fons suficients i anunciar oficialment el projecte el 2017. Gran part del repartiment es va unir l'estiu del 2018 i el rodatge va començar a Hawaii aquell setembre. Alguns rodatges també van tenir lloc a Mont-real. Amb un pressupost de producció de 100 milions de dòlars, és una de les pel·lícules independents més cares de tots els temps.
Midway va ser llançada als cinemes per Lionsgate als Estats Units el 8 de novembre de 2019. Va rebre crítiques mixtes de la crítica, tot i que va ser elogiat per la seva precisió històrica i va recaptar 126 milions de dòlars a tot el món.

## Argument
El desembre de 1937, a Tòquio, el tinent comandant Edwin T. Layton, oficial d'intel·ligència de l'agent naval nord-americà, discuteix les posicions dels Estats Units i del Japó a l'Oceà Pacífic durant una funció estatal. L'almirall Isoroku Yamamoto adverteix a Layton que, si els Estats Units amenacen el subministrament de petroli japonès, els japonesos prendran mesures immediates.
El 7 de desembre de 1941, els japonesos utilitzen la seva flota de portaavions per atacar a Pearl Harbor. L'atac porta els EUA a entrar a la Segona Guerra Mundial. El tinent aviador naval Dick Best i el Grup Aeri (CAG) del portaavions USS Enterprise no aconsegueixen trobar la flota japonesa. Els mesos posteriors a l'atac de Pearl Harbor, els nord-americans llancen incursions contra les Illes Marshall i el continent japonès i comprometen una flota japonesa a la batalla del mar del Corall. Yamamoto proposa el seu pla més audaç fins ara: la invasió de l'illa Midway mitjançant els quatre portaavions disponibles del Kido Butai.
Joseph Rochefort i el seu equip de criptologia comencen a interceptar missatges sobre una ubicació que els japonesos identifiquen com a "AF". Layton parla amb l'almirall Chester Nimitz, que li informa que Washington creu que "AF" és un objectiu al Pacífic Sud. Layton no està d'acord, creient que l'objectiu previst seria l'atol de Midway. Després de reunir-se amb Rochefort, Nimitz indica a l'equip que trobi la manera de demostrar definitivament que "AF" és a mig camí. Després que Layton instruís a Midway per telegrafiar clarament (sense xifrar) que pateixen una escassetat d'aigua, els criptòlegs que treballen per a Rochefort intercepten comunicacions japoneses sobre escassetat d'aigua a "AF", confirmant que "AF" és efectivament a mig camí.
En preparació per a una emboscada de la flota japonesa, Nimitz ordena als portaavions USS Hornet i Enterprise que es retirin del mar de Coral i exigeix que el danyat USS Yorktown es prepari per a les operacions de combat. El 4 de juny, els japonesos llancen un atac aeri contra Midway i causen greus danys. Els primers intents d'avions terrestres nord-americans per atacar les flotes japoneses fracassen malgrat que un bombarder que es va estavellar faltava per poc a l'Akagi. Els esquadrons de torpedes dels portaavions nord-americans aviat arriben i ataquen, però són sacrificats i els seus torpedes resulten ineficaços. No obstant això, els atacs mantenen desequilibrats els portaavions japonesos i no poden preparar i llançar el seu propi contraatac.
El submarí nord-americà USS Nautilus llança un torpede contra un portaavions japones, però falla i és expulsat pel destructor japonès Arashi. En veure l'Arashi, el comandant del Grup Aeri (CAG) de l'Enterprise, C. Wade McClusky, dedueix correctament que el destructor japonès torna a la principal flota japonesa i condueix els seus avions a seguir el seu curs. En arribar a trobar la patrulla aèria de combat japonesa fora de posició a causa dels atacs de torpedes, els bombarders aconsegueixen diversos cops sobre l'Akagi, el Kaga i Sōryū, provocant incendis i explosions addicionals a causa d'una ordenança no garantida, que condueix a la seva destrucció final.
A bord de Hiryu, l'almirall Tamon Yamaguchi llança una onada d'atac que aconsegueix destruir el Yorktown, cosa que fa que l'Enterprise i el Hornet llancin els seus avions restants. Best dirigeix l'esquadró, que bombardeja amb èxit el Hiryu, incendiant-lo. L'almirall Yamaguchi i el capità s'enfonsen amb el vaixell. Aleshores, el Hiryu és torpedintat . Yamamoto rep notícies que la seva força de portaavions ha estat destruïda. Després d'assabentar-se que la flota nord-americana s'ha retirat, privant-li així l'oportunitat d'utilitzar la seva principal força de cuirassats per guanyar una batalla nocturna contra la flota americana, ordena una retirada general.
A Pearl Harbor, Rochefort intercepta l'ordre japonesa de retirar-se i la transmet a Layton, que després informa Nimitz i el seu exaltat personal. Un post-guió revela el destí de cadascun dels participants clau de la batalla.

## Repartiment

### Estatunidencs
| Actor            | Paper                                       | Notes                                                        |
| ---------------- | ------------------------------------------- | ------------------------------------------------------------ |
| Ed Skrein        | Tinent Dick Best                            | Oficial executiu, Esquadró de bombardeig 6, USS Enterprise   |
| Patrick Wilson   | Tinent Comandant Edwin Layton               | Oficial d'intel·ligència, US Pacific Fleet                   |
| Luke Evans       | Tinent Comandant Wade McClusky              | Comandant del grup aeri, USS Enterprise                      |
| Aaron Eckhart    | Tinent coronel Jimmy Doolittle              | Comandant de vol de la USAAF, embarcat a bord del USS Hornet |
| Nick Jonas       | Mecànic d'aviació Bruno Gaido               | Tripulació, USS Enterprise                                   |
| Luke Kleintank   | Tinent Clarence Dickinson                   | Pilot, Esquadró de vigilància 6, USS Enterprise              |
| Darren Criss     | Tinent Comandant Eugene Lindsey             | Comandant, Esquadró de torpedes 6, USS Enterprise            |
| Keean Johnson    | Radiooperador en cap d'aviació James Murray | Radio operador, Esquadró de bombardeig 6, USS Enterprise     |
| Alexander Ludwig | Tinent Roy Pearce                           | Oficial de vigia del USS Arizona                             |
| Brennan Brown    | Comandant Joseph Rochefort                  | Cap criptoanalista, Unitat de radio de la Flota del Pacífic  |
| Geoffrey Blake   | Comandant John Ford                         | Director de cinema destinat a Midway en servei especial      |
| Jake Manley      | Alferes Willie West                         | Pilot, Esquadró de bombardeig 6, USS Enterprise              |
| Mark Rolston     | Almirall Ernest King                        | Cap d'operacions navals                                      |
| Jake Weber       | Contraalmirall Raymond Spruance             | Comandant, Task Force 16                                     |
| Eric Davis       | Capità Miles Browning                       | Cap d'estat major de Halsey, USS Enterprise                  |
| David Hewlett    | Almirall Husband Kimmel                     | Comandant-in-chief, US Pacific Fleet                         |
| Dennis Quaid     | Vicealmirall William "Bull" Halsey          | Comandant, Carrier Division Two                              |
| Woody Harrelson  | Almirall Chester W. Nimitz                  | Comandant-en-cap, US Pacific Fleet                           |
| Brandon Sklenar  | Alferes George "Tex" Gay                    | Pilot, Esquadró de torpedes 8, USS Hornet                    |
| James Carpinello | Tinent Comandant William Brockman           | Capità, USS Nautilus                                         |

### Japonesos
| Actor            | Paper                          | Notes                                       |
| ---------------- | ------------------------------ | ------------------------------------------- |
| Etsushi Toyokawa | Almirall Isoroku Yamamoto      | Comandant en cap, Flota combinadat          |
| Tadanobu Asano   | Contraalmirall Tamon Yamaguchi | Comandant, Secgona Divisió de Portaavions   |
| Jun Kunimura     | Vice Almirall Chūichi Nagumo   | Comandant, 1a Flota Aèria (Kido Butai)      |
| Peter Shinkoda   | Comandant Genda Minoru         | Oficial d'operacions aèries, 1a Flota Aèria |
| Hiromoto Ida     | Primer Ministre Tojo           |                                             |
| Hiroaki Shintani | Emperador Hirohito             |                                             |

### Civils
| Actor                  | Paper              | Notes                                                       |
| ---------------------- | ------------------ | ----------------------------------------------------------- |
| Rachael Perrell Fosket | Dagne Layton       | Muller d'Edwin Layton                                       |
| Kenny Leu              | Zhu Xuesan         | Mestre d'escola xinesa, que visità els Estats Units el 1992 |
| Mandy Moore            | Anne Best          | Muller de Dick Best                                         |
| Dean Schaller          | Jack MacKenzie Jr. | Camerà de Ford                                              |

## Producció
El 23 de maig de 2017 es va informar que Roland Emmerich dirigiria la pel·lícula de la Segona Guerra Mundial Midway. A causa del seu elevat pressupost potencial (amb estimacions que situen el seu cost necessari en 125 milions de dòlars), Emmerich va tenir problemes per aconseguir que la pel·lícula rebés llum verda. Quan cap estudi important financera el projecte, va reduir les seqüències de batalla potencials i es va adreçar als individus per obtenir els fons, resultant en 76 milions de dòlars; llavors va obtenir 24 milions de dòlars addicionals en renda variable, principalment d'inversors xinesos, cosa que va resultar en un pressupost de 100 milions de dòlars de la pel·lícula. És una de les pel·lícules independents més costoses mai realitzades. Emmerich anteriorment havia intentat muntar la pel·lícula a Sony Pictures als anys noranta, amb William Goldman interessat en el projecte. No obstant això, igual que amb la versió final, els executius es van enfrontar al pressupost proposat de 100 milions de dòlars (152 milions de dòlars per a la inflació del 2019), i Emmerich va passar a dirigir El patriota.
Harald Kloser també va produir la pel·lícula.
L'abril de 2018, Woody Harrelson i Mandy Moore es van unir al repartiment de la pel·lícula. El juliol de 2018, Luke Evans va ser escollit a la pel·lícula per interpretar al tinent comandant Wade McClusky, que va rebre la Creu de la Marina pel seu paper a la batalla de Midway. Robby Baumgartner va ser contractat com a director de fotografia. A l'agost es van afegir Patrick Wilson, Ed Skrein, Aaron Eckhart, Nick Jonas, Tadanobu Asano, Dennis Quaid, i d'altres al repartiment. Darren Criss, Alexander Ludwig, i Brandon Sklenar van ser presentats al setembre. El rodatge va començar el 5 de setembre de 2018 a Honolulu, Hawaii. També es va rodar a Montreal, Quebec.
Al novembre de 2018, es va anunciar que l'empresa VFX Scanline VFX serà el principal proveïdor de VFX i que Pixomondo havia signat per proporcionar efectes visuals addicionals.

## Estrena

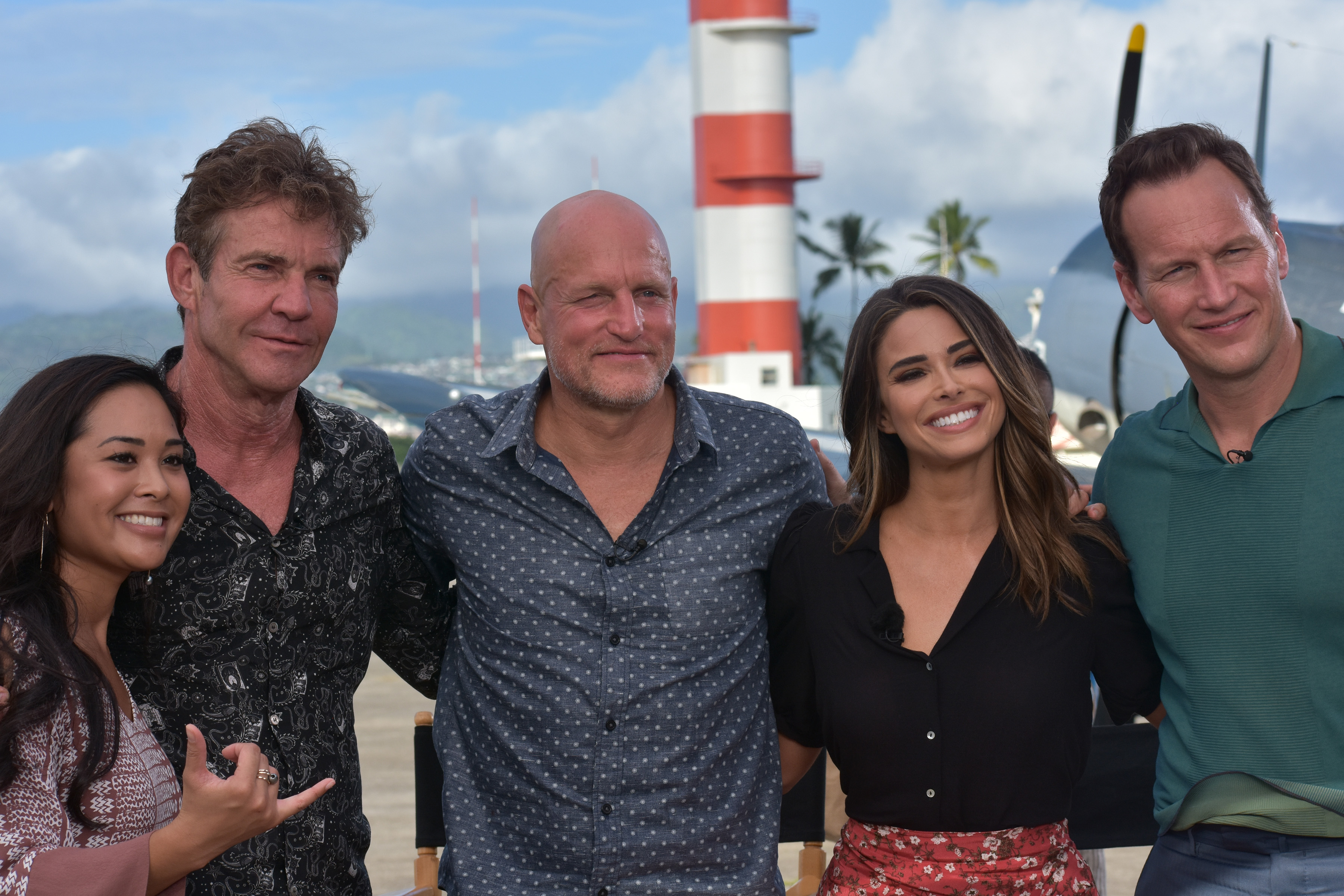
Una foto d'una premsa de la pel·lícula

La pel·lícula es va estrenar el 8 de novembre de 2019, cap de setmana del Dia dels Veterans.

### Màrqueting
El 4 de juny de 2019 es va estrenar un pòster de la pel·lícula, que també era el 77è aniversari de la batalla de Midway. El 26 de juny de 2019 es va publicar un conjunt de 13 fotografies fixes que representaven escenes de la pel·lícula i el primer tràiler de la pel·lícula es va publicar l'endemà (27 de juny). El segon i últim tràiler de la pel·lícula es va estrenar el 12 de setembre de 2019, amb el pòster teatral de la pel·lícula el 25 de setembre. Tot plegat, Lionsgate va gastar uns 40 milions de dòlars promocionant la pel·lícula.

### Home media
Midway es va llançar en Digital HD el 4 de febrer de 2020 i en DVD i Blu-ray i Ultra HD el 18 de febrer de 2020.

## Rebuda

### Taquilla
Midway va obtenir 56,8 milions de dòlars als Estats Units i Canadà i 68,5 milions de dòlars en altres països, per un total mundial de 125,4 milions de dòlars, contra un pressupost de producció de 100 milions de dòlars.
Als Estats Units i al Canadà, Midway es va llançar al costat de Doctor Sleep, Playing with Fire, i Last Christmas, i es preveia que ingressaria uns 15 milions de dòlars de 3.242 sales durant el cap de setmana inaugural. La pel·lícula va ingressar 6,3 milions de dòlars el primer dia (incloent 925.000 dòlars de les preestrenes de dijous a la nit). Va arribar a debutar amb 17,5 milions de dòlars, superant les expectatives de taquilla i molestant al projectat guanyador Doctor Sleep en acabar primer a taquilla. En el seu segon cap de setmana, la pel·lícula va guanyar 8,8 milions de dòlars, quedant segona per darrere del nouvingut Ford v Ferrari, abans de guanyar 4,7 milions de dòlars i acabar en cinquè lloc en el seu tercer cap de setmana.

### Resposta crítica
Al lloc web de l'agregador de ressenyes Rotten Tomatoes, la pel·lícula té una qualificació d'aprovació del 42% basada en 168 ressenyes i una qualificació mitjana de 5,2 / 10. El consens dels crítics del lloc diu: " Midway revisa una història coneguda amb efectes especials moderns i un punt de vista més equilibrat, però el seu guió no està del tot preparat per a la batalla." A Metacritic, la pel·lícula té una puntuació mitjana ponderada de 47 sobre 100 basada en 28 crítics, indicant "ressenyes mixtes o mitjanes". El públic enquestat per CinemaScore va donar a la pel·lícula una nota mitjana de "A" en una escala A + a F, mentre que els de PostTrak li va donar una mitjana de 4 estrelles de 5, i el 58% va dir que el recomanaria definitivament.

## Precisió històrica
Tot i que la pel·lícula té certa llicència artística, Emmerich i Tooke eren ferms ferms sobre la seva precisió històrica, i Midway va rebre elogis d'alguns veterans i historiadors del combat per ser més precisos dels esdeveniments que Midway (1976) i Pearl Harbor (2001). Sam Cox, director del Comandant d'Història Naval i Patrimoni i contralmirall de la Marina retirat, va dir: "Malgrat alguns dels aspectes de 'Hollywood', aquesta és encara la pel·lícula més realista sobre combat naval que s'hagi fet mai".
Diversos esdeveniments aparentment "provocats per Hollywood" representats a la pel·lícula, com Bruno Gaido, que es precipitava en un avió estacionat en un esforç per enderrocar un avió paralitzat que intentava xocar contra l'Enterprise i, després, és promocionat in situ, es van produir tal com es mostra, tot i que segons USA Today, "Gaido es va amagar després de tirar l'avió, tement que anés a tenir problemes per haver abandonat el seu lloc de batalla. 'El van haver de perseguir i portar-lo a Halsey'", diu. Samuel J. Cox, director del Comandament d'Història i Patrimoni Naval]. "